# Cimoc
Cimoc war ein spanisches Comicmagazin, das von 1979 bis 1996 monatlich erschien. Es erschienen darin spanische wie frankobelgische und amerikanische Geschichten.
Die ersten beiden Jahre erschien das Heft bei Antonio San Román/Riego Ediciones und veröffentlichte überwiegend spanische Comics. Ab 1981 übernahm Norma Editorial die Herausgabe. Das Programm wurde nun internationaler aufgestellt, mit einem Heftumfang von über 80 Seiten.

## Bekannte Serien (Auswahl)
- El Mercenario von Vicente Segrelles
- Valerian und Veronique von Jean-Claude Mézières und Pierre Christin
- Frank Cappa von Manfred Sommer
- Cyann – Tochter der Sterne von François Bourgeon
- Auf der Suche nach dem Vogel der Zeit von Régis Loisel und Serge Le Tendre
- Die Türme von Bos-Maury von Hermann Huppen
- Sin City von Frank Miller

## Bekannte Comiczeichner und Autoren (Auswahl)
Didier Comès, Philippe Druillet, Alfonso Font, Enki Bilal, Milo Manara, Daniel Torres, Jacques Tardi, Max Cabanes, Víctor Mora, Juan Giménez, Vittorio Giardino